# Bisbat de Teggiano-Policastro

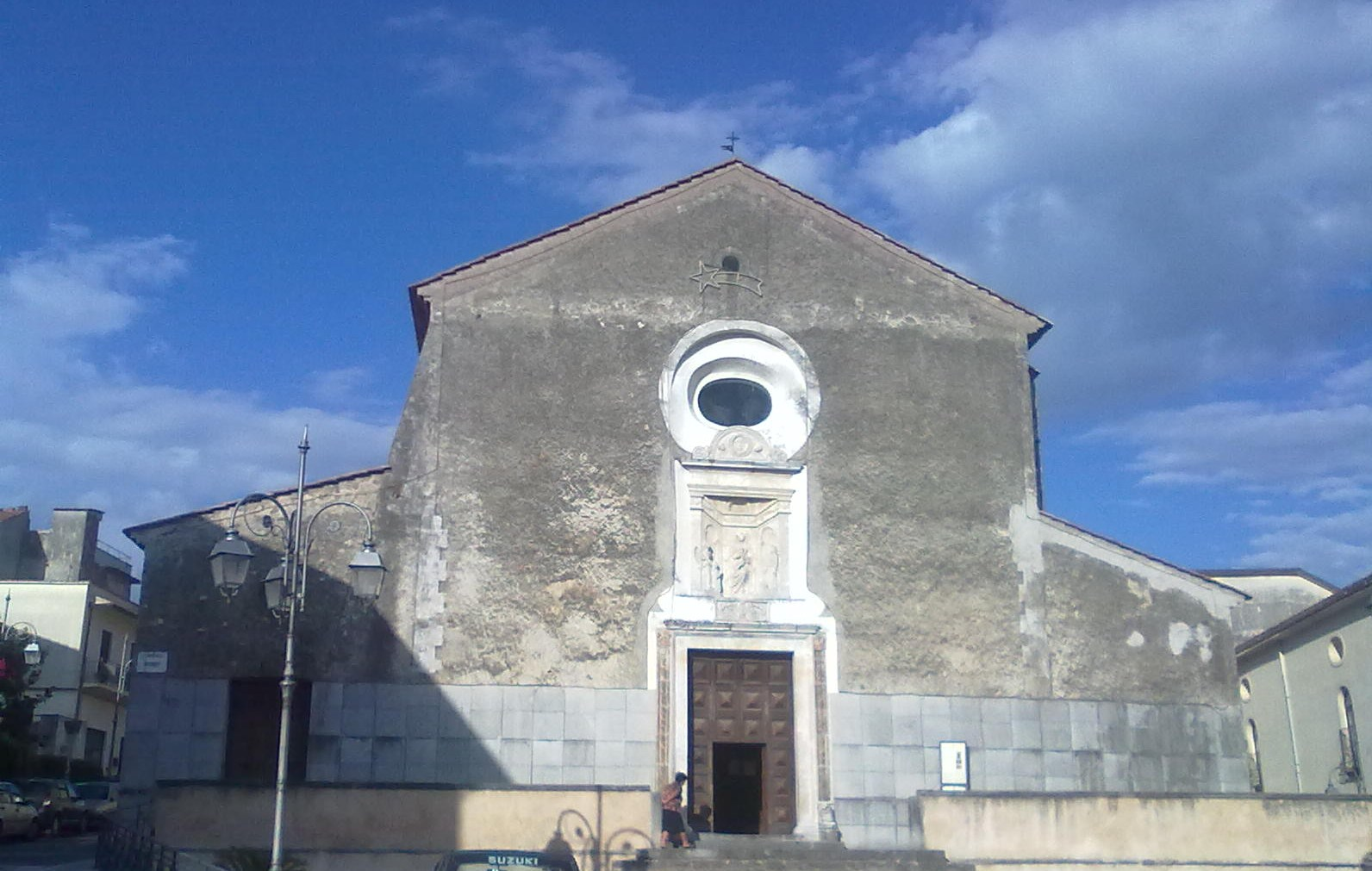
La cocatedral de Santa Maria Assunta de Policastro Bussentino

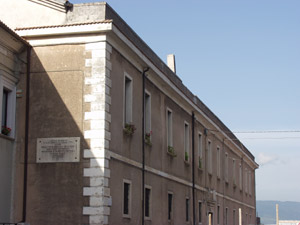
El seminari episcopal de Teggiano

El bisbat de Teggiano-Policastro (italià: diocesi di Teggiano-Policastro; llatí: Dioecesis Dianensis-Policastrensis) és una seu de l'Església catòlica, sufragània de l'arquebisbat de Salern-Campagna-Acerno, que pertany a la regió eclesiàstica Campania. El 2010 tenia 116.400 batejats d'un total 117.200 habitants. Actualment està regida pel bisbe Antonio De Luca, C.SS.R.

## Territori
La diòcesi comprèn 41 municipis de la província de Salern.
La seu episcopal és la citat de Teggiano, on es troba la catedral de Santa Maria Maggiore. A Policastro hi ha la cocatedral de Santa Maria Assunta.
El territori està dividit en 81 parròquies, agrupades en 7 foranies, i que aglutinades en 3 zones pastorals: Fasanella i Alburni, Vallo di Diano, Policastro i Camerota.

## Història
La diòcesi de Policastro té el seu origen en l'antiga diòcesi de Bussento, erigida aproximadament al segle v. Només dos són els bisbes d'aquesta diòcesi històricament certs: Rustico, present a dos sínodes romans al 501 i al 502; i Sabbazio, que va assistir al sínode romà del 649. A més, una carta de Gregori el Gran del 592, sabem que en aquell any la seu estava vacant, i el Papa va ordenar a Felice, bisbe d'Agropoli que fes la visita de la diòcesi.
Després de la meitat del segle vii no hi ha hagut més notícies de la diòcesi, que probablement va ser suprimida en el moment de la guerra iconoclasta, que a partir del segle viii havia colpejat part del sud d'Itàlia a la jurisdicció eclesiàstica de Roma per unir-lo amb el del patriarcat de Constantinoble. Això va portar almenys en el Cilento la desaparició de l'antiga diòcesi reemplaçada per eparquies monàstiques. Dos cenobis monàstics, Sant Pere i Sant Joan Baptista, van ser erigits pel patriarca Polieucte de Constantinoble i molts monestirs grecs van ser construïts a la regió.
Amb l'arribada dels normands i la fi gradual de la dominació grega, els Papes van procedir a la reorganització eclesiàstica d'aquests territoris. La diòcesi de Policastro va ser erigida el 24 de març de 1058 amb una butlla del Papa Esteve IX a l'arquebisbe Alfano de Salern, al qui el Papa va concedir la potestat de triar i consagrar el nou bisbe de la diòcesi. Només el 22 d'octubre de 1067 Alfano va donar mandat al monjo Pietro Pappacarbone per prendre possessió de la diòcesi i d'introduir el ritu llatí a les esglésies i monestirs; però no va ser fins a 1079, després que havien estat expulsats, Pietro va poder tornar amb seguretat a Policastro.
En 1552 Policastro va ser destruïda pels sarraïns i els bisbes van portar la seva residència temporal a Torre Orsaia; i potser més tard també a Padula, on en 1567 es va celebrar un sínode de la diòcesi. Encara en 1650 el bisbe Pietro Magri de nou va traslladar la seva residència a Torre Orsaia per raons de seguretat. En 1596 el bisbe Filippo Spinelli va fundar el seminari diocesà.
La diòcesi de Diano va ser erigida el 21 de setembre de 1850 amb la butlla Ex quo inescrutable del Papa Pius IX ; la major part del territori es deriva de la de la diòcesi de Capaccio, que contextualment va prendre el nom de diòcesi de Capaccio e Vallo; porcions menors van ser adquirides per l'arxidiòcesi de Salern (el llogaret de Castelluccio Cosentino), de l'diòcesi de Cava (la ciutat de Sant'Arsenio) i els territoris de la suprimida abadia nullius de Bosco. Diano, que en 1882 va prendre el nom de Teggiano, havia estat en el passat per llargs períodes seu temporal dels bisbes de Capaccio.
El 1924 la diòcesi de Policastro va ser donada a Francesco Cammarota, bisbe de Capaccio-Vallo, en administració apostòlica, i, a continuació, el 1927 va ser nomenat bisbe de Policastro, donant lloc a una unió in persona episcopi que acabà amb la mort de bisbe el 15 de desembre de 1935.
El 8 de setembre de 1976, per portar els límits eclesiàstics amb els de regions civils, la diòcesi de Policastro va cedir parròquies situades a la província de Potenza a la diòcesi de Tursi-Lagonegro.
El 16 de setembre de 1980 Umberto Luciano Altomare, bisbe de Teggiano, també va ser nomenat bisbe de Policastro, unint així in persona episcopi les dues diòcesis. El 30 de setembre de 1986, de conformitat amb el decret Instantibus votis de la Congregació per als Bisbes, la unió esdevingué plena i la diòcesi resultant assumí el seu nom actual. El primer bisbe després de la unificació és Bruno Schettino, del clergat de Nola, que va ser nomenat l'11 de febrer de 1987.

## Cronologia episcopal

### Bisbes de Bussento
- Rustico † (inicis de 501 - finals de 502)
- Giovanni I † (?)
- Giovanni II † (?)
  - Sede vacante † (592)
- Sabbazio † (citat el 649)

### Bisbes de Policastro
- San Pietro Pappacarbone † (1067 - 1109 renuncià)
- Arnaldo † (inicis de 17 de febrer de 1110 - ?)
- Pietro † (1120 - ?)
- Ottone † (1120 - ?)
- Goffredo † (1139 - ?)
- Giovanni I † (1166 – finals de 1167)
- Giovanni II † (1172 - ?)
- Gerardo di Saponara † (1211 - 1218)
- Gabriele (o Guglielmo), O.F.M. † (1218 - 1222)
- Giovanni Castellonata (o Castellomata) † (d'octubre de 1254 - ?)
- Fabrizio (o Fabiano) † (? - 18 de juliol de 1256 nomenat bisbe de San Marco Argentano)
- Marco o Mario † (18 de juliol de 1256 - ?)
- Bartolomeo † (citat el 1278)
- Pagano † (1302 - 1330) (?)
- Tommaso †
- Francesco Capograsso † (24 de gener de 1353 - ? mort)
- Nicola I † (22 de desembre de 1361 - 1392 deposat)
- Luca, O.F.M. † (26 de juny de 1392 - 7 de febrer de 1403 nomenat bisbe de Belcastro)
- Nicola I † (7 de febrer de 1403 - 1417 mort) (per segon cop)
- Nicola II, O.S.B.I. † (23 de febrer de 1418 - 1430 mort)
- Nicola Principato † (1430 - 1438)
- Giacomo Lancellotto † (20 d'octubre de 1438 - 1445 mort)
- Carlo Fellapane, O.E.S.A. † (7 d'abril de 1445 - 1455)
- Girolamo de Vinea † (1455 - 1466)
- Girolamo (o Enrico) Languardo, O.P. † (28 de maig de 1466 - 1470 nomenat arquebisbe d'Acerenza i Matera)
- Gabriele Guidano † (8 de setembre de 1471 - 1484 mort)
- Girolamo Almensa (de Armesa), O.P. † (10 de gener de 1485 - 4 de gener de 1493 mort)
- Gabriele Altilio † (8 de gener de 1493 - 1501)
  - Lluís d'Aragó † (1501 - 22 d'abril de 1504 renuncià) (administrador apostòlic)
- Bernardino Laureo † (22 d'abril de 1504 - 1516 mort)
- Giovanni Pirro Scorna † (19 d'agost de 1516 - 6 de febrer de 1530 renuncià)
  - Benedetto Accolti † (6 de febrer de 1531 - 5 de juliol de 1535 renuncià) (administrador apostòlic)
  - Andrea Matteo Palmieri † (5 de juliol de 1535 - 20 de gener de 1537 mort) (administrador apostòlic)
- Fabrizio Arcella † (5 de març de 1537 - 1542 renuncià)
  - Uberto Gambara † (9 de gener de 1542 - 7 de juny de 1543 renuncià) (administrador apostòlic)
- Nicola Francesco de Massanella (o de Missanello o de Massanello) † (7 de juny de 1543 - 1577 mort)
- Ludovico Bentivoglio † (14 de juny de 1577 - 26 de novembre de 1581 nomenat bisbe de Città di Castello)
- Ferdinando Spinelli † (4 de desembre de 1581 - 1605 mort)
- Filippo Spinelli † (1605 - 6 de juny de 1605 nomenat bisbe d'Aversa)
- Ilario Cortesi, C.R. † (10 d'octubre de 1605 - setembre de 1608 mort)
- Giovanni Antonio Santonio (o Santorio) † (26 d'abril de 1610 - maig de 1628 mort)
- Urbano Feliceo † (14 de març de 1629 - 1635 mort)
- Pietro Magri † (1 d'octubre de 1635 - d'octubre de 1651 mort)
- Filippo Giacomo (o de Jacobio) † (26 d'agost de 1652 - 17 d'abril de 1671 renuncià)
- Vincenzo Maria de Silva, O.P. † (4 de maig de 1671 - 10 d'abril de 1679 nomenat bisbe de Calvi)
- Tommaso de Rosa † (8 de maig de 1679 - 10 d'octubre de 1695 mort)
- Giacinto Camillo Maradei † (2 d'abril de 1696 - 2 de setembre de 1705 mort)
- Marco Antonio de Rosa † (14 de desembre de 1705 - 28 de novembre de 1709 mort)
  - Sede vacante (1709-1713)
- Andrea de Robertis † (27 de novembre de 1713 - 8 d'abril de 1747 mort)
- Giovanni Battista Minucci, O.F.M.Conv. † (15 de maig de 1747 - 20 de novembre de 1761 renuncià)
- Francesco Pantuliano † (25 de gener de 1762 - 21 de juny de 1775 mort)
- Giuseppe de Rosa † (13 de novembre de 1775 - circa 1793 mort)
- Ludovico Ludovici, O.F.M. † (18 de desembre de 1797 - 17 de gener de 1819 mort)
- Gaetano Barbaroli † (4 de juny de 1819 - 1823) mort
- Nicola Maria Laudisio, C.SS.R. † (3 de maig de 1824 - 6 de gener de 1862 mort)
  - Sede vacante (1862-1872)
- Giuseppe Cione † (23 de febrer de 1872 - 7 de setembre de 1898 mort)
- Giovanni Vescia † (18 d'abril de 1899 - 27 de març de 1924 mort)
  - Sede vacante (1924-1927)
- Francesco Cammarota † (13 d'agost de 1927 - 15 de desembre de 1935 mort)
- Federico Pezzullo † (23 de gener de 1937 - 10 de setembre de 1979 mort)
- Umberto Luciano Altomare † (16 de setembre de 1980 - 3 de febrer de 1986 mort)

### Bisbes de Diano (Teggiano)
- Valentino Vignone † (17 de febrer de 1851 - 1 de novembre de 1857 mort)
- Domenico Fanelli † (27 de setembre de 1858 - 14 d'agost de 1883 mort)
- Vincenzo Addessi † (24 de març de 1884 - 20 de desembre de 1903 mort)
- Camillo Tiberio † (10 de novembre de 1906 - 26 d'abril de 1915 mort)
- Oronzo Caldarola † (27 de novembre de 1915 - 27 de novembre de 1954 jubilat)
- Felicissimo Stefano Tinivella, O.F.M. † (9 de març de 1955 - 11 de setembre de 1961 nomenat bisbe coadjutor de Torí)
- Aldo Forzoni † (30 de novembre de 1961 - 23 d'abril de 1970 nomenat bisbe d'Apuania)
- Umberto Luciano Altomare † (22 d'agost de 1970 - 3 de febrer de 1986 mort)

### Bisbes de Teggiano-Policastro
- Bruno Schettino † (11 de febrer de 1987 - 29 d'abril de 1997 nomenat arquebisbe de Càpua)
- Francesco Pio Tamburrino, O.S.B. (14 de febrer de 1998 - 27 d'abril de 1999 nomenat secretari de la Congregació pel Culte Diví i la Disciplina dels Sagraments)
- Angelo Spinillo (18 de març de 2000 - 15 de gener de 2011 nomenat bisbe d'Aversa)
- Antonio De Luca, C.SS.R., des del 26 de novembre de 2011

## Estadístiques
A finals del 2010, la diòcesi tenia 117.200 batejats sobre una població de 116.400 persones, equivalent 99,3% del total.
| any  | població | població | població | sacerdots | sacerdots       | sacerdots       | sacerdots             | diaques | religiosos | religiosos | parroquies |
| ---- | -------- | -------- | -------- | --------- | --------------- | --------------- | --------------------- | ------- | ---------- | ---------- | ---------- |
| any  | batejats | total    | %        | total     | clergat secular | clergat regular | batejats por sacerdot | diaques | homes      | dones      |            |
| 1950 | 89.970   | 90.000   | 100,0    | 100       | 82              | 18              | 899                   |         | 24         | 68         | 50         |
| 1970 | 93.250   | 93.600   | 99,6     | 84        | 73              | 11              | 1.110                 |         | 13         | 82         | 53         |
| 1980 | 89.217   | 90.017   | 99,1     | 74        | 63              | 11              | 1.205                 |         | 14         | 132        | 57         |
| 1990 | 132.600  | 134.000  | 99,0     | 93        | 84              | 9               | 1.425                 |         | 10         | 152        | 81         |
| 1999 | 137.600  | 138.600  | 99,3     | 84        | 77              | 7               | 1.638                 | 2       | 8          | 120        | 81         |
| 2000 | 137.400  | 138.600  | 99,1     | 80        | 71              | 9               | 1.717                 | 2       | 14         | 91         | 81         |
| 2001 | 122.900  | 123.800  | 99,3     | 80        | 72              | 8               | 1.536                 | 2       | 10         | 85         | 81         |
| 2002 | 122.600  | 123.500  | 99,3     | 78        | 69              | 9               | 1.571                 | 3       | 10         | 83         | 81         |
| 2003 | 119.000  | 119.800  | 99,3     | 76        | 69              | 7               | 1.565                 | 3       | 7          | 101        | 81         |
| 2004 | 118.600  | 119.400  | 99,3     | 76        | 72              | 4               | 1.560                 | 3       | 4          | 98         | 81         |
| 2010 | 116.400  | 117.200  | 99,3     | 81        | 77              | 4               | 1.437                 | 3       | 5          | 102        | 81         |